# Преображенская церковь (Баклань)
Церковь Преображения Господня — второй храм Русской православной церкви в истории села Баклань, Брянской области. Построен в 1905 году взамен обветшавшей одноимённой церкви, известной с начала XVIII века. Настоятель — протоиерей Георгий Парасич.

## История
Самое ранее упоминание о селе Баклань относится к 1457 году. В летописи 1654 года сказано о селе Баклань и расположенном в нём храме во имя Святителя Николая.
Позднее был построен второй храм в честь Преображения Господня, его существование подтверждает документ о продаже земли:

«… 1710 року Сотником Бакланским Андрием Гудовичем продан грунт отцу Василию Гуловчичу священнику Преображения Господня Бакланскому».

С годами этот храм обветшал и в 1905 году был построен новый храм Преображения Господня.
В 2005 году торжественно праздновалось 100-летие храма. В настоящее время церковь Преображения Господня находится в хорошем состоянии. В храме совершаются богослужения.

## Архитектура
Деревянная церковь расположена посреди села на высоком берегу реки Судости. Стены рублены из брёвен без остатка и обшиты снаружи и внутри тёсом, основание кирпичное. Принадлежит к характерным для Брянщины деревянным храмам начала XX века, выполненным в новорусском стиле.